# Svea Jansson
Svea Kristina Jansson, född 30 september 1904 i Nagu, död 1 december 1980 i Skövde, var en finlandssvensk vissångerska som räknas som en av de främsta i Norden i modern tid. Hennes vissång dokumenterades första gången 1923.

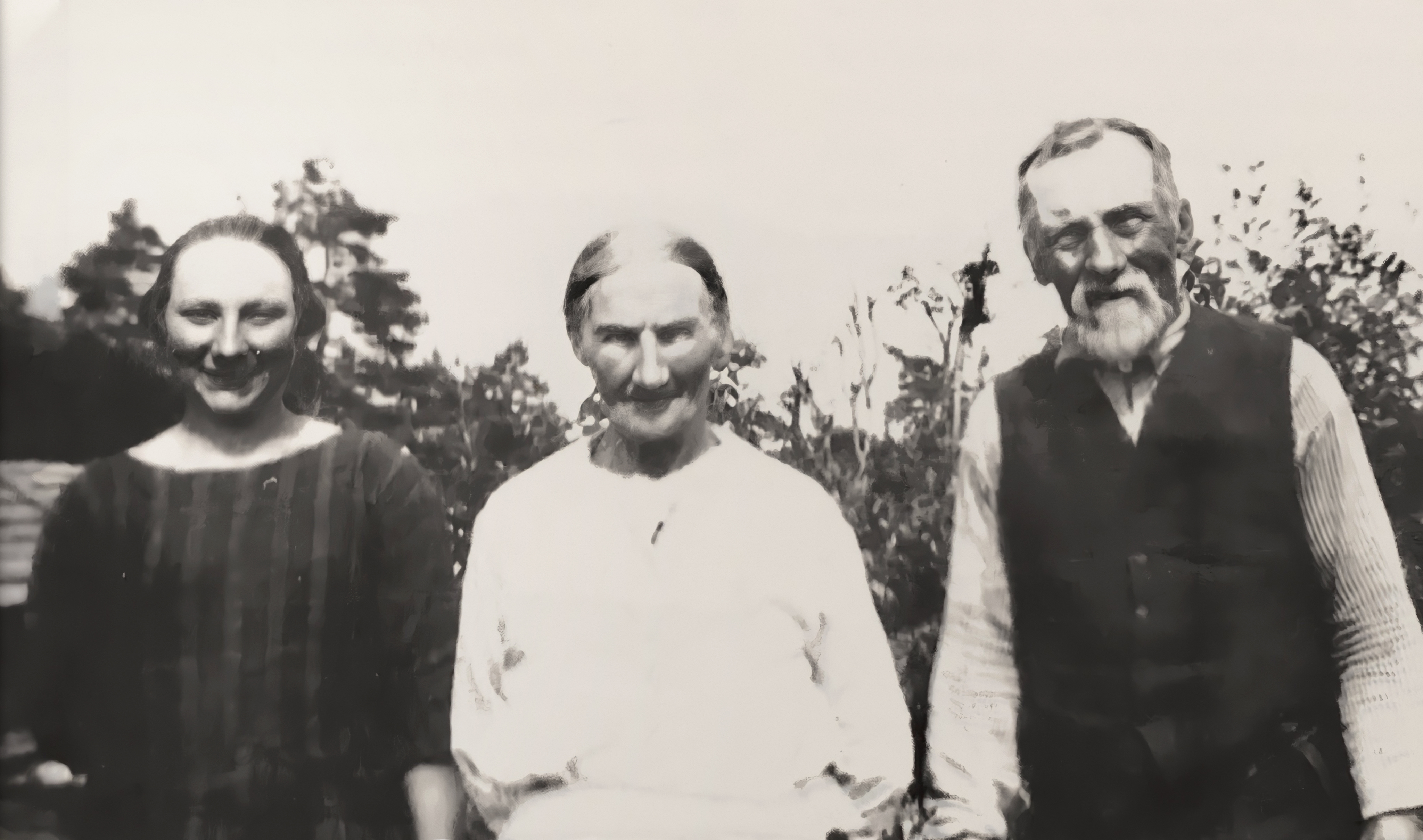
Svea Jansson med morföräldrar på Nötö sommaren 1923.

Jansson var uppvuxen i ett fiskarhem på Nötö i Åbolands skärgård. Visforskaren Greta Dahlström upptecknade 1923–29 för Svenska litteratursällskapet visor efter Jansson och hennes mormor. År 1939 sjöng hon in på lackskiva och i radio, 1957 upptäcktes hon av Sveriges Radio och 1959 flyttade hon till Sverige. Inför Matts Arnbergs inspelningsresa till Finland 1957 (för Sveriges Radio) hade man förlorat kontakten med Jansson, och tog då hjälp av Mariehamnspolisen för att leta upp alla personer med namnet på Åland, där man trodde att hon befann sig, och hittade henne till sist i Andersböle, Jomala.  År 1964 tilldelades hon Nordiska museets Arthur Hazelius-medalj i silver. Hon blev svensk medborgare 1967. 
Janssons repertoar omfattade 1 000–1 200 visor, allt från medeltida ballader till moderna slagdängor. Jansson hade lärt flera av visorna av sin mormor Eva Gustava Jansson, född 1842, som i sin tur lärt dem av sin mormor Caisa Eriksdotter, född 1786, och kunde således representera 1700-talets vistradition via endast ett mellanled. Hon medverkade till att sprida kännedom om den finlandssvenska vistraditionen. Inspelningar med henne finns på cd-skivorna Den medeltida balladen (1995) och Lena, Ulrika och Svea (1996) som ingår i serien Musica Sveciae (Caprice Records).